# Hans Jakob von Auerswald

Hans von Auerswald

Hans Jakob von Auerswald (* 25. Juli 1757 auf Gut Plauth, Landkreis Rosenberg, Westpreußen; † 3. April 1833 in Königsberg, Ostpreußen) war ab 1808 preußischer Generallandschaftspräsident (Oberpräsident) für Ostpreußen, Litauen und Westpreußen, ab 1814 nur von Ostpreußen.

## Leben
Auerswald entstammte einem alten Meißener Adelsgeschlecht mit gleichnamigem Stammhaus Auerswalde (heute ein Ortsteil von Lichtenau im Landkreis Mittelsachsen), das im Jahr 1263 urkundlich zuerst genannt wird. Seine Eltern waren Hans Adolf von Auerswald, Gutsbesitzer und holländischer Hauptmann und dessen Ehefrau Henriette Eleonore von Schwandes, Tochter des  geadelten Oberstleutnants Moritz Christian von Schwandes.
Er trat schon 1770 in die preußische Armee ein, besuchte 1774 die Universität Königsberg und schied 1783 aus dem Militärdienst aus. Als landrätlicher Assistent in den Zivildienst eingetreten, wurde er 1787 Mitglied der westpreußischen Landschaft, dann Landschaftsdirektor des Marienwerderschen Departements, 1797 zum Präsidenten der westpreußischen Kammer ernannt, 1802 als Präsident der ostpreußischen und litauischen Kammer nach Königsberg versetzt, 1806 zum Wirklichen Geheimen Oberfinanz-, Kriegs- und Domänenrat und Kurator der Universität Königsberg, 1808 zum Geheimen Staatsrat und Oberpräsidenten von Ost- und Westpreußen und Litauen befördert.
In dieser Stellung nahm er an den Reformen des Staates durch Stein und Hardenberg hervorragenden Anteil. Als 1810 die Oberpräsidentenstellen aufgehoben wurden, trat Auerswald als Präsident an die Spitze der ostpreußischen Regierung und erhielt 1811 die Würde eines Landhofmeisters des Königreichs Preußen. Um die Erhebung der Provinz zu befördern, wagte er es auf Steins Anraten, im Januar 1813 ohne königliche Genehmigung den Landtag einzuberufen, welcher die Errichtung der Landwehr und den Beginn des Befreiungskampfes beschloss. Nachdem er für das Gemeinwohl des Landes und das Gedeihen der von 1806 bis 1819 seiner Kuratel anvertrauten Universität Königsberg unausgesetzt tätig gewesen war, zog er sich 1824 aus dem Staatsdienst auf sein Gut Faulen zurück, siedelte aber 1832 wieder nach Königsberg über, wo er am 3. April 1833 starb.

## Familie
Er heiratete Gräfin Sophie Charlotte Albertine zu Dohna-Lauck (* 5. April 1760; † 9. Januar 1831), eine Tochter des Grafen Christoph Belgicus zu Dohna-Lauck (1715–1773). Das Paar hatte mehrere Kinder, darunter:
- Alfred (1797–1870) ⚭ Franziska Natalie Frey
- Hans Adolf Erdmann (1792–1848), preußischer General
- Rudolf Ludwig Cäsar (1795–1866) ⚭ Adelheid Gräfin zu Dohna-Lauck (1795–1859)
- Lydia (1785–1807) ⚭ Oberpräsident Theodor von Schön (1773–1856)